# Codona
Codona est un groupe américain de free jazz et de musiques du monde, actif entre 1978 et 1982. Il compte trois albums éponymes sur le label ECM en 1979, 1981 et 1983. Le trio était composé des multi-instrumentistes Don Cherry, Collin Walcott et Nana Vasconcelos. Le nom du groupe est dérivé des deux premières lettres des prénoms des musiciens (COllin, DOn, NAna).

## Histoire
Les musiciens s'étaient croisés à plusieurs reprises avant la formation du groupe en 1977 : Vasconcelos a participé à l'album Organic Music Society de Cherry, enregistré et publié en 1972, tandis que Walcott a joué sur Hear & Now de Cherry, enregistré en 1976 et publié en 1977. Cherry a également participé à l'album Grazing Dreams de Walcott, enregistré et sorti en 1977, tandis que Walcott et Vasconcelos ont joué sur l'album Sol do Meio Dia d'Egberto Gismonti, enregistré en 1977 et sorti en 1978. L'implication des membres dans Codona a chevauché leur participation à d'autres projets, Cherry avec Old and New Dreams, Walcott avec Oregon, et Vasconcelos avec Pat Metheny, Milton Nascimento, Jan Garbarek, Jon Hassell, et d'autres. Bien que le groupe ait été conçu comme un trio sans leader, Walcott en était l'organisateur et le principal compositeur,.
Codona se distingue par l'utilisation d'un large éventail d'instruments : si Cherry est surtout connu comme trompettiste et cornettiste, il joue aussi de diverses flûtes, de l'orgue, du mélodica et du doussn'gouni malien ; Walcott joue du sitar, du tabla, du dulcimer, de la sanza et des timbales, tandis que Vasconcelos joue du berimbau, de la cuíca, du talking drum et de divers instruments de percussion ; en outre, les trois musiciens chantent. Le groupe était également connu pour ses arrangements inhabituels, par exemple Colemanwonder, un pot-pourri de deux airs d'Ornette Coleman combinés à Sir Duke de Stevie Wonder, interprété à la trompette, au sitar, à la cuíca et aux percussions, et figurant sur le premier album du groupe.
Le groupe se dissout après la mort de Walcott dans un accident de la route en Allemagne de l'Est en 1984. 

## Style musical et thèmes
Les membres du groupe ont déclaré que leur objectif était « d'être ouvert et d'incorporer tout ce que nous savons, sans transformer le monde entier en toast au lait - tout en encourageant la survie des traditions ». Le critique Robert Palmer a déclaré que la « mission autoproclamée du groupe est de fusionner les traditions musicales africaines, indiennes et autres dans le feu de l'improvisation ». Les auteurs du Penguin Guide to Jazz on CD qualifient le premier album du groupe d'« un des épisodes emblématiques de ce que l'on appelle (mais que l'on n'a jamais mieux appelé) la world music », et déclarent : « Toute tendance à considérer Codona comme un groupe à part entière, ou à le considérer comme un groupe à part entière, ne peut qu'être négative : « Toute tendance à considérer la musique de Codona... comme un impressionnisme flottant est un pur préjugé, car toutes ces performances sont profondément enracinées dans le jazz contemporain (les harmonies et les rythmes de Coltrane, le primitivisme mélodique et rythmique d'Ornette Coleman) et dans une autre grande tradition d'improvisation apparentée, originaire du Brésil ».

## Discographie
- 1979 : Codona (ECM)
- 1980 : Codona 2 (ECM)
- 1982 : Codona 3 (ECM)